# Talisia lanata
Talisia lanata är en kinesträdsväxtart som beskrevs av Acev.-rodr.. Talisia lanata ingår i släktet Talisia och familjen kinesträdsväxter. Inga underarter finns listade i Catalogue of Life.